# Clarion (azienda)
Clarion Co., Ltd. (クラリオン株式会社?, Kurarion Kabushiki-gaisha) (クラリオン株式会社 Kurarion Kabushiki-gaisha) è un costruttore giapponese di car audio, automotive navigation system, AutoPC, audio-video. È controllata dalla Hitachi e compartecipata dalla Foxconn.

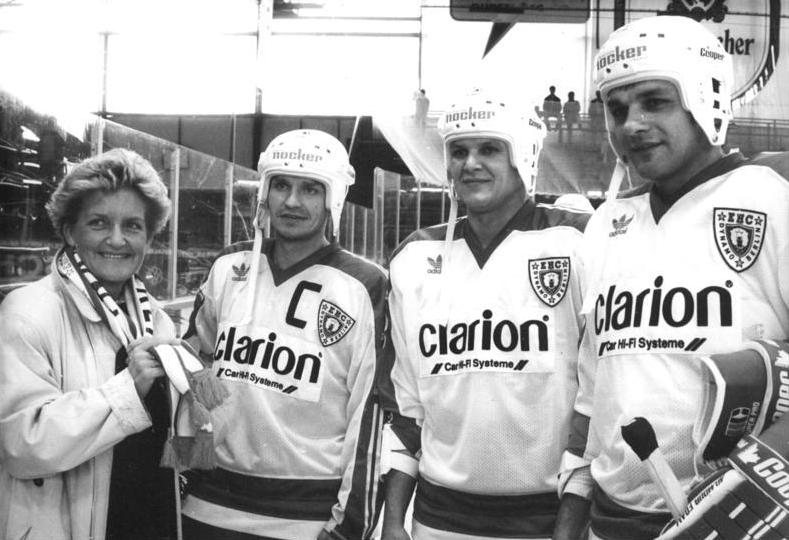
Clarion come sponsor della Lega Eishockey-Bundesligavereins EHC Dynamo Berlin, 1990

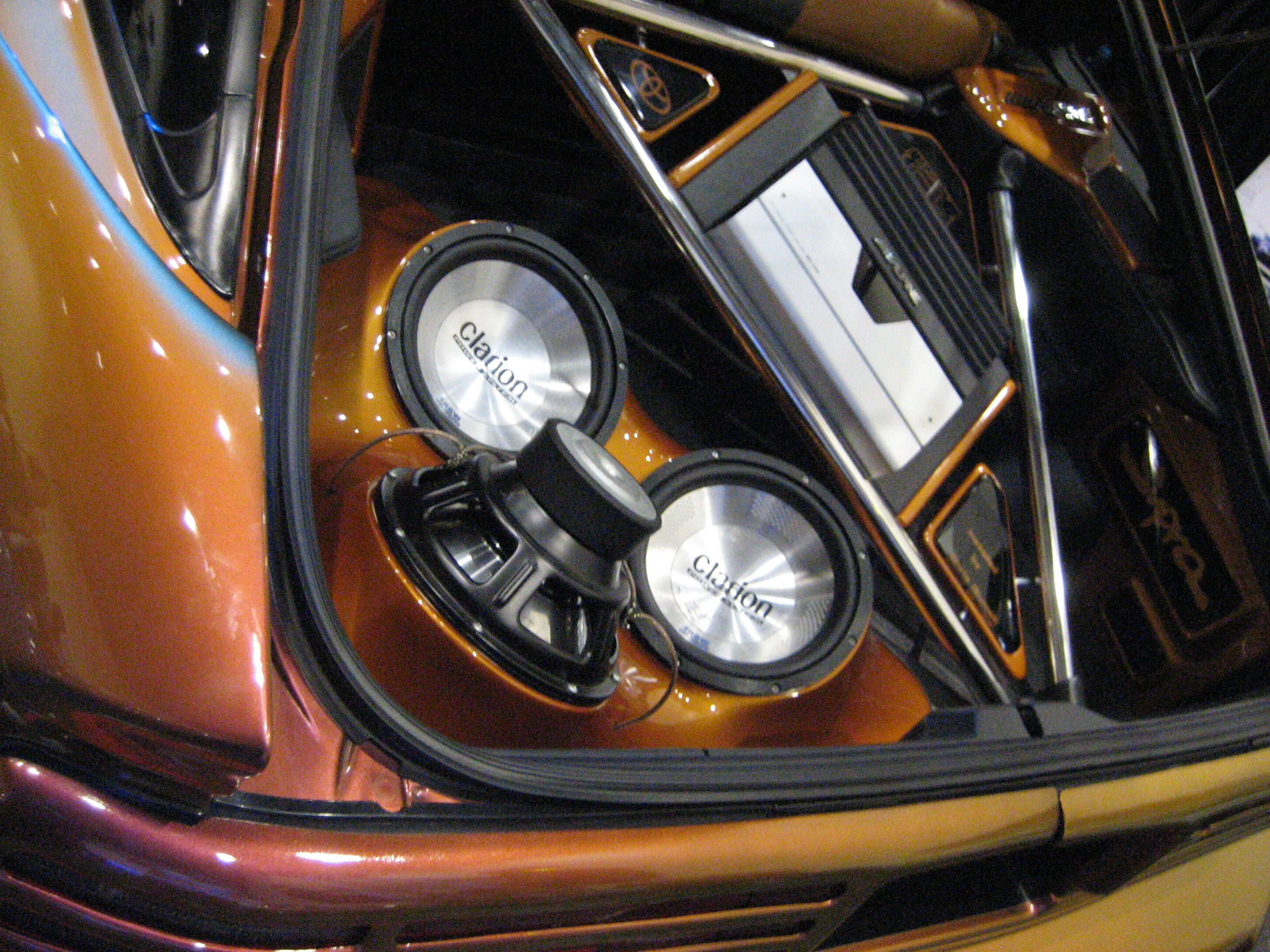
Clarion sound system nel baule di un'auto.

Fino alla fine del 2005, i prodotti erano commercializzati in Giappone con il marchio AddZest, mentre internazionalmente portano da sempre il marchio Clarion. Dal 2006 il marchio "Clarion" è universale. È molto vicino al marchio automobilistico Nissan, che usa le autoradio sui propri veicoli e detiene il 6.25% delle azioni (al 2002).
Clarion ha collaborazioni come fornitore OEM con marchi automotive come Saab Automobile, Suzuki, Ford, Volkswagen, Proton, Subaru e Peugeot.
Un concorso annuale è la scelta della Clarion Girl, che porterà l'immagine Clarion in televisione e nelle campagne pubblicitarie. Il concorso iniziò nel 1975, e sponsorizzato dalla Fuji TV.